# Timur Tulepow
Timur „buster“ Tulepow (kasachisch Тимур Тулепов; * 17. Dezember 1999) ist ein kasachischer E-Sportler in der Disziplin Counter-Strike: Global Offensive. Er spielt aktuell für den russischen Clan Virtus.pro.

## Karriere
Tulepow startete seine Karriere im Juli 2016 beim Team zARLANS. Im Mai 2017 wechselte er zum Team LoG, welches er zwei Monate später in Richtung Avangar verließ. Nachdem er zunächst bei kleineren und Qualifikationsturnieren gespielt hatte, nahm er im Januar 2018 am Eleague Major: Boston 2018 teil. Sein erstes großes internationales und erstes Major-Turnier beendete er auf dem 17. Platz. 2018 erreichte Tulepow außerdem einen zweiten Platz bei der Adrenaline Cyber League 2018 und einen Halbfinaleinzug bei der Epicenter 2018.
2019 begann für ihn mit einem 9.–11. Platz im IEM Major: Katowice 2019. Darauf folgten ein Sieg bei der DreamHack Open Rio de Janeiro 2019 und ein Halbfinaleinzug bei der DreamHack Open Tours 2019. StarLadder Berlin Major 2019 erreichte er das Finale, welches er gegen Astralis verlor. Das Jahr beendete er mit einem Sieg bei der Blast Pro Series: Moscow 2019 und einem 3.–4. Platz bei der DreamHack Open Rotterdam 2019. Im Dezember wurde sein Team von Virtus.pro unter Vertrag genommen.
Im folgenden Jahr siegte Tulepow bei der Intel Extreme Masters XV – New York Online: CIS, der Flashpoint Season 2 und der DreamHack Open December 2020. Außerdem erreichte er in der ESL One: Road to Rio – CIS den vierten Platz.
2021 gewann er die cs_summit 7 und die Pinnacle Fall Series #1. Außerdem erzielte er einen zweiten Rang bei der IEM Katowice 2021 und der Epic CIS League Spring 2021 und einen 3.–4. Platz bei der Intel Extreme Masters XVI – Winter. Im PGL Major Stockholm 2021 erreichte er das Viertelfinale.
2022 gewann er die ESL Challenger #48 und er erreichte den 5.–6. Platz bei der IEM Katowice 2022.
Tulepow gehört mit einem Gewinn von circa 400.000 $ zu den erfolgreichsten E-Sportlern in Kasachstan.